# 川崎毅
川崎 毅（かわさき つよし、1942年 - 2023年3月13日）は、日本の陶芸家。

## 生涯
宮崎県出身。1968年、東京芸術大学大学院美術研究科陶芸専攻修了。1969年、多摩市に築窯、以後グループ展、個展等多数。
国内美術館における主な展覧会として、「福島サト子氏寄贈 川崎毅展」（2010年、大阪市立東洋陶磁美術館）、「陶の空間・草木の空間 川崎毅と関島寿子展」（2014年、菊池寛実記念 智美術館）、「川崎毅と矢野静明」（2018年、宮崎県立美術館）がある。
妻は東京芸術大学同期の小池頌子、義母は文化服装学院名誉学院長の小池千枝。

## 作品
街のある風景を陶のオブジェで表現した『街』シリーズで知られる。
匣に鳥や樹木を組み合わせた小品も制作した。

### 主な所蔵館
- 茨城県陶芸美術館[6]
- 大阪市立東洋陶磁美術館[7]
- 国立工芸館[8]
- 都城市立美術館[9]